# Orixa japonica
Orixa japonica là một loài thực vật có hoa trong họ Cửu lý hương. Loài này được Thunb. mô tả khoa học đầu tiên năm 1784.

## Hình ảnh

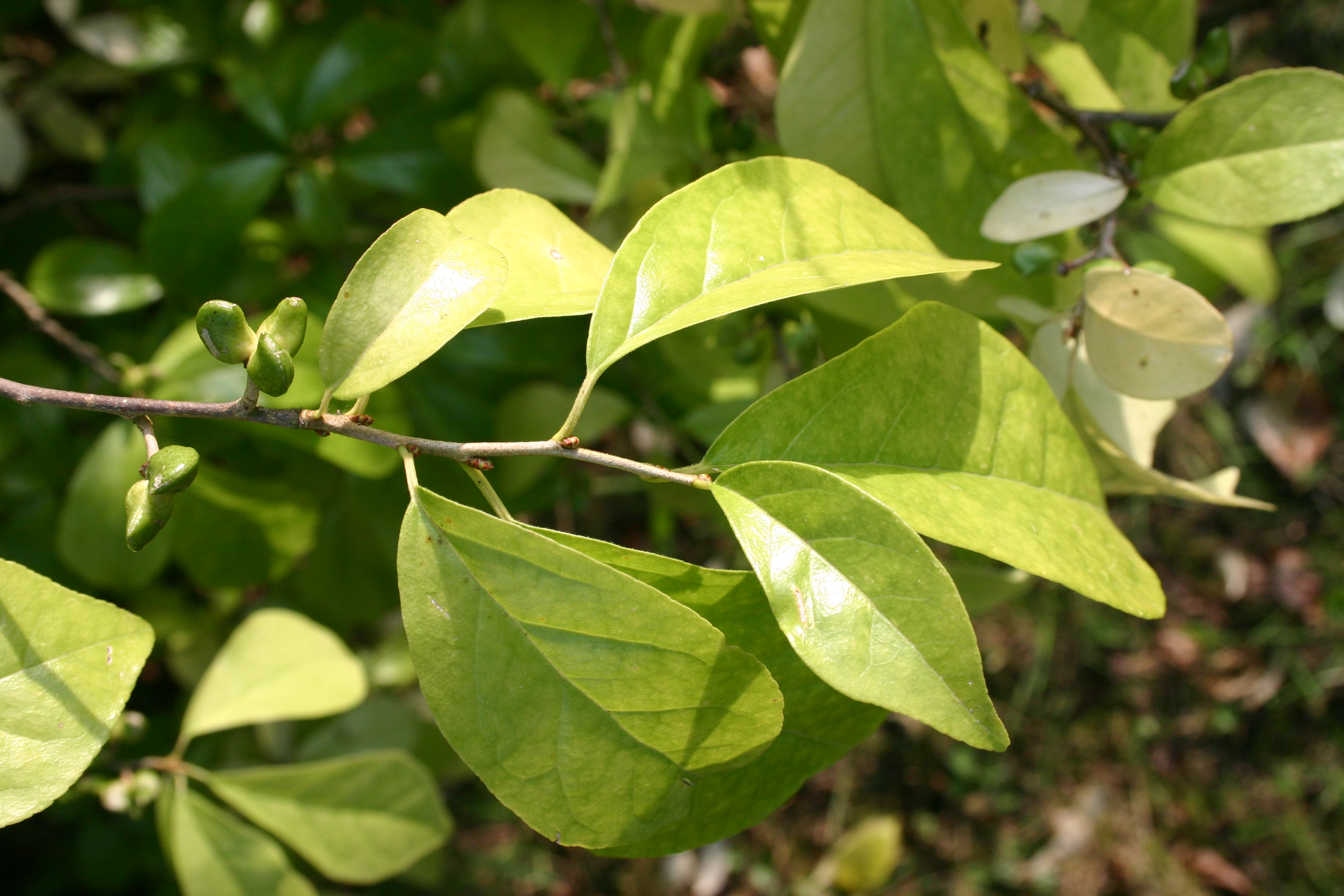
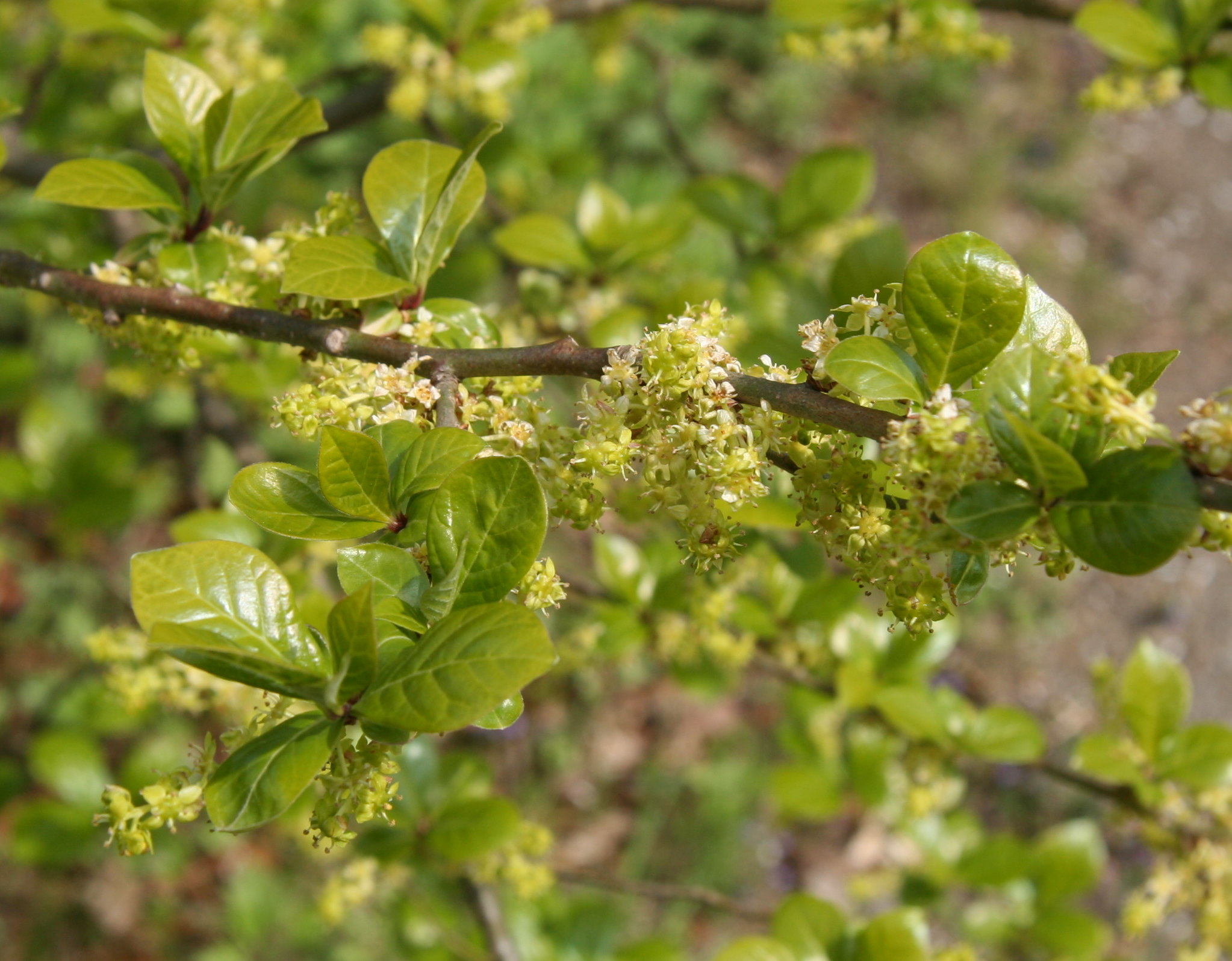
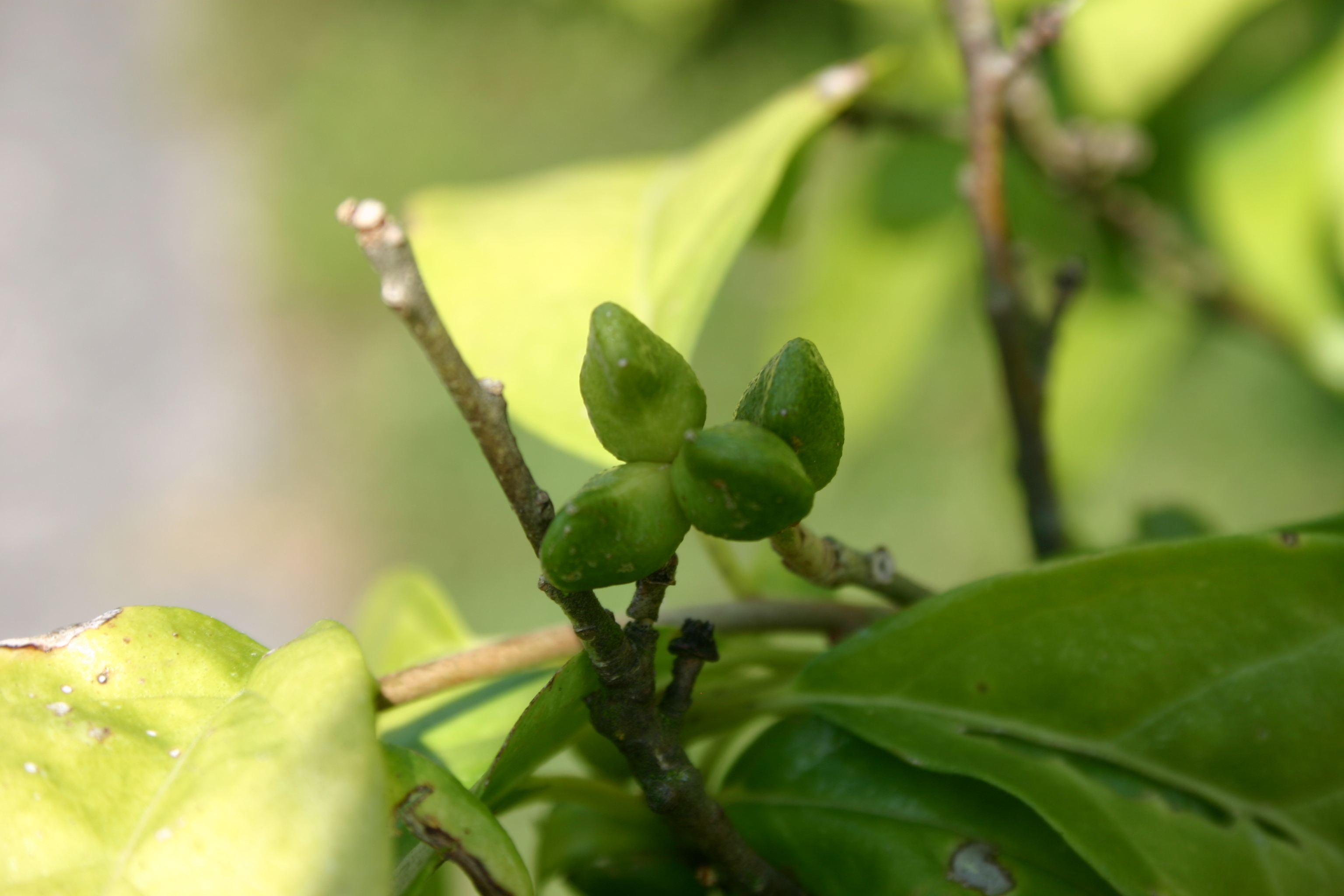